# Chirosia
Chirosia este un gen de muște din familia Anthomyiidae.

## Specii[1]
- Chirosia aberrans
- Chirosia abundepilosa
- Chirosia aconiti
- Chirosia albifrons
- Chirosia albitarsis
- Chirosia alpicola
- Chirosia arnolitra
- Chirosia asperistilata
- Chirosia asymmetrica
- Chirosia beckeri
- Chirosia betuleti
- Chirosia bisinuata
- Chirosia cinerosa
- Chirosia consobrina
- Chirosia crassiseta
- Chirosia delicata
- Chirosia filicis
- Chirosia flavipennis
- Chirosia forcipispatula
- Chirosia frontata
- Chirosia gleniensis
- Chirosia grandivillosa
- Chirosia griseifrons
- Chirosia grossicauda
- Chirosia hirtipedella
- Chirosia histricina
- Chirosia holoptica
- Chirosia idahensis
- Chirosia inspinata
- Chirosia iobaeksana
- Chirosia laticerca
- Chirosia latipennis
- Chirosia luteipennis
- Chirosia megacephala
- Chirosia miyazakii
- Chirosia montana
- Chirosia nigripes
- Chirosia nodula
- Chirosia nudisternata
- Chirosia orthostylata
- Chirosia paucisetosa
- Chirosia platyptera
- Chirosia proboscidalis
- Chirosia pseudocinerosa
- Chirosia pusillans
- Chirosia rametoka
- Chirosia sapporensis
- Chirosia setifer
- Chirosia shannoni
- Chirosia sichuanensis
- Chirosia sikisima
- Chirosia similata
- Chirosia sobaeksana
- Chirosia spatuliforceps
- Chirosia spinosissima
- Chirosia stratifrons
- Chirosia styloplasis
- Chirosia yukara